# 417年
| 千纪： | 1千纪 |
| 世纪： | 4世纪 \| 5世纪 \| 6世纪 |
| 年代： | 380年代 \| 390年代 \| 400年代 \| 410年代 \| 420年代 \| 430年代 \| 440年代                                                                  |
| 年份： | 412年 \| 413年 \| 414年 \| 415年 \| 416年 \| 417年 \| 418年 \| 419年 \| 420年 \| 421年 \| 422年                                            |
| 纪年： | 丁巳年（蛇年）；东晋义熙十三年；后秦永和二年；北魏泰常二年；北凉玄始六年；西涼建初十三年，嘉兴元年；北燕太平九年；夏凤翔五年；西秦永康六年 |

## 大事记
- 中国
  - 东晋刘裕北伐，占领长安，后秦亡，同年年末班師，留兒子劉義真及王鎮惡、沈田子、傅弘之等諸將守關中。夏王赫連勃勃仍派兒子赫連璝督前鋒攻長安、赫連昌出兵堵塞潼關，又派王買德阻斷青泥，然後自率大軍在後。
  - 2月——李歆继位为西凉国王。
  - 7月——南海妖賊徐道期攻廣州，被始興相劉謙之討平。
- 新羅
  - 訥祇麻立干繼位新羅國王。
- 羅馬
  - 3月18日——佐西当选为教宗。

## 逝世
- 姚泓（388年出生，29岁）
- 2月——李暠，西凉第一位国王（351年出生，66岁）
- 3月12日——依諾增爵一世，教皇
- 11月27日——劉穆之，東晉末年政治人物，深受劉裕倚仗，更屢次在劉裕領兵在外時留守建康，並且總掌朝廷內外事務。
- 實聖麻立干，第18代新羅國王